# Теоремы Гёделя о неполноте
Теорема Гёделя о неполноте и вторая теорема Гёделя — две теоремы математической логики о принципиальных ограничениях формальной арифметики и, как следствие, всякой формальной системы, в которой можно определить основные арифметические понятия: натуральные числа, 0, 1, сложение и умножение.
Первая теорема утверждает, что если формальная арифметика непротиворечива, то в ней существует невыводимая и неопровержимая формула.
Вторая теорема утверждает, что если формальная арифметика непротиворечива, то в ней невыводима формула, содержательно утверждающая непротиворечивость этой арифметики.
Обе эти теоремы были доказаны Куртом Гёделем в 1930 году (опубликованы в 1931) и имеют непосредственное отношение ко второй проблеме из знаменитого списка Гильберта.

## История
Ещё в начале XX века Давид Гильберт провозгласил цель аксиоматизировать всю математику, и для завершения этой задачи оставалось доказать непротиворечивость и логическую полноту арифметики натуральных чисел. 7 сентября 1930 года в Кёнигсберге проходил научный конгресс по основаниям математики, и на этом конгрессе 24-летний Курт Гёдель впервые обнародовал две фундаментальные теоремы о неполноте, показавшие, что программа Гильберта не может быть реализована: при любом выборе аксиом арифметики существуют теоремы, которые невозможно ни доказать, ни опровергнуть простыми (финитными) средствами, предусмотренными Гильбертом, а финитное доказательство непротиворечивости арифметики невозможно.
Это выступление не было заявлено заранее и произвело ошеломляющий эффект, Гёдель сразу стал всемирной знаменитостью, а программа Гильберта по формализации основ математики потребовала срочного пересмотра. 23 октября 1930 года результаты Гёделя были представлены Венской академии наук Хансом Ханом. Статья с обеими теоремами («О принципиально неразрешимых положениях в системе Principia Mathematica и родственных ей системах») была опубликована в научном ежемесячнике Monatshefte für Mathematik und Physik в 1931 году. Хотя доказательство второй теоремы Гёдель дал только в виде идеи, его результат был настолько ясен и неоспорим, что не вызвал сомнений ни у кого. Гильберт сразу признал ценность открытий Гёделя. Первые полные доказательства обеих теорем были опубликованы в книге Гильберта и Бернайса «Основания математики» в 1938 году. В предисловии ко второму тому авторы признали, что для достижения поставленной цели финитных методов недостаточно, и добавили в число логических средств трансфинитную индукцию. В 1936 году Герхард Генцен сумел доказать непротиворечивость аксиом арифметики первого порядка, однако логическая полнота так и осталась недостижимой.

## Теорема Гёделя о неполноте

### В первоначальной форме
В своей формулировке теоремы о неполноте Гёдель использовал понятие ω-непротиворечивой формальной системы — более сильное условие, чем просто непротиворечивость. Формальная система называется ω-непротиворечивой, если для всякой формулы A(x) этой системы невозможно одновременно вывести формулы А(0), А(1), А(2), … и ∃x ¬A(x) (другими словами, из того, что для каждого натурального числа n выводима формула A(n), следует невыводимость формулы ∃x ¬A(x)). Легко показать, что ω-непротиворечивость влечёт простую непротиворечивость (то есть любая ω-непротиворечивая формальная система непротиворечива).
В процессе доказательства теоремы строится такая формула A арифметической формальной системы S, что:
Если формальная система S непротиворечива, то формула A невыводима в S; если система S ω-непротиворечива, то формула ¬A невыводима в S. Таким образом, если система S ω-непротиворечива, то она неполна и A служит примером неразрешимой формулы.
Формулу A иногда называют гёделевой неразрешимой формулой.

#### Интерпретация неразрешимой формулы
В стандартной интерпретации формула A означает «не существует вывода формулы A», то есть утверждает свою собственную невыводимость в S. Следовательно, по теореме Гёделя, если только система S непротиворечива, то эта формула и в самом деле невыводима в S и потому истинна в стандартной интерпретации. Таким образом, для натуральных чисел формула A верна, но в S невыводима.

### В форме Россера
В процессе доказательства теоремы строится такая формула B арифметической формальной системы S, что:
Если формальная система S непротиворечива, то в ней невыводимы обе формулы B и ¬B; иначе говоря, если система S непротиворечива, то она неполна, и B служит примером неразрешимой формулы.
Формулу B иногда называют россеровой неразрешимой формулой. Эта формула немного сложнее гёделевой.

#### Интерпретация неразрешимой формулы
В стандартной интерпретации формула B означает «если существует вывод формулы B, то существует вывод формулы ¬B». Согласно же теореме Гёделя в форме Россера, если формальная система S непротиворечива, то формула B в ней невыводима; поэтому, если система S непротиворечива, то формула B верна в стандартной интерпретации.

### Обобщённые формулировки
Доказательство теоремы Гёделя обычно проводят для конкретной формальной системы (не обязательно одной и той же), соответственно утверждение теоремы оказывается доказанным только для одной этой системы. Исследование достаточных условий, которым должна удовлетворять формальная система для того, чтобы можно было провести доказательство её неполноты, приводит к обобщениям теоремы на широкий класс формальных систем. Пример обобщённой формулировки:
Всякая достаточно сильная рекурсивно аксиоматизируемая непротиворечивая теория первого порядка неполна.
В частности, теорема Гёделя справедлива для каждого непротиворечивого конечно аксиоматизируемого расширения арифметической формальной системы S.

### Полиномиальная форма
После того как Юрий Матиясевич доказал диофантовость любого эффективно перечислимого множества, и были найдены примеры универсальных диофантовых уравнений, появилась возможность сформулировать теорему о неполноте в полиномиальной (или диофантовой) форме:
Для каждой непротиворечивой теории T можно указать такое целое значение параметра K, что уравнение
{\displaystyle {\begin{aligned}&(elg^{2}+\alpha -(b-xy)q^{2})^{2}+(q-b^{5^{60}})^{2}+(\lambda +q^{4}-1-\lambda b^{5})^{2}+\\&(\theta +2z-b^{5})^{2}+(u+t\theta -l)^{2}+(y+m\theta -e)^{2}+(n-q^{16})^{2}+\\&((g+eq^{3}+lq^{5}+(2(e-z\lambda )(1+xb^{5}+g)^{4}+\lambda b^{5}+\lambda b^{5}q^{4})q^{4})(n^{2}-n)+\\&(q^{3}-bl+l+\theta \lambda q^{3}+(b^{5}-2)q^{5})(n^{2}-1)-r)^{2}+\\&(p-2ws^{2}r^{2}n^{2})^{2}+(p^{2}k^{2}-k^{2}+1-\tau ^{2})^{2}+\\&(4(c-ksn^{2})^{2}+\eta -k^{2})^{2}+(r+1+hp-h-k)^{2}+\\&(a-(wn^{2}+1)rsn^{2})^{2}+(2r+1+\phi -c)^{2}+\\&(bw+ca-2c+4\alpha \gamma -5\gamma -d)^{2}+\\&((a^{2}-1)c^{2}+1-d^{2})^{2}+((a^{2}-1)i^{2}c^{4}+1-f^{2})^{2}+\\&(((a+f^{2}(d^{2}-a))^{2}-1)(2r+1+jc)^{2}+1-(d+of)^{2})^{2}+\\&(((z+u+y)^{2}+u)^{2}+y-K)^{2}=0\end{aligned}}}
не имеет решений в неотрицательных целых числах, но этот факт не может быть доказан в теории T. Более того, для каждой непротиворечивой теории множество значений параметра K, обладающих таким свойством, бесконечно и алгоритмически неперечислимо.
Степень данного уравнения может быть понижена до 4 ценой увеличения количества переменных.

### Набросок доказательства
В своей статье Гёдель даёт набросок основных идей доказательства, который приведён ниже с незначительными изменениями.
Каждому примитивному символу, выражению и последовательности выражений некоторой формальной системы S поставим в соответствие определённое натуральное число. Математические понятия и утверждения таким образом становятся понятиями и утверждениями о натуральных числах, и, следовательно, сами могут быть выражены в символизме системы S. Можно показать, в частности, что понятия «формула», «вывод», «выводимая формула» определимы внутри системы S, то есть можно восстановить, например, формулу F(v) в S с одной свободной натурально-числовой переменной v такую, что F(v), в интуитивной интерпретации, означает: v — выводимая формула. Теперь построим неразрешимое предложение системы S, то есть предложение A, для которого ни A, ни не-A невыводимы, следующим образом:
Формулу в S с точно одной свободной натурально-числовой переменной назовём класс-выражением. Упорядочим класс-выражения в последовательность каким-либо образом, обозначим n-е через R(n), и заметим, что понятие «класс-выражение», также как и отношение упорядочения R можно определить в системе S. Пусть α — произвольное класс-выражение; через [α;n] обозначим формулу, которая образуется из класс-выражения α заменой свободной переменной на символ натурального числа n. Тернарное отношение x = [y;z] тоже оказывается определимым в S. Теперь определим класс K натуральных чисел следующим образом:
n∈K ≡ ¬Bew[R(n);n] (*)
(где Bew x означает: x — выводимая формула). Так как все определяющие понятия из этого определения можно выразить в S, то это же верно и для понятия K, которое из них построено, то есть имеется такое класс-выражение C, что формула [C;n], интуитивно интерпретируемая, обозначает, что натуральное число n принадлежит K. Как класс-выражение, C идентично некоторому определённому R(q) в нашей нумерации, то есть
C = R(q)
выполняется для некоторого определённого натурального числа q. Теперь покажем, что предложение [R(q);q] неразрешимо в S. Так, если предложение [R(q);q] предполагается выводимым, тогда оно оказывается истинным, то есть, в соответствии со сказанным выше, q будет принадлежать K, то есть, в соответствии с (*), будет выполнено ¬Bew[R(q);q], что противоречит нашему предположению. С другой стороны, если предположить выводимым отрицание [R(q);q], то будет иметь место ¬q∈K, то есть Bew[R(q);q] будет истинным. Следовательно, [R(q);q] вместе со своим отрицанием будет выводимо, что снова невозможно.

### Связь с парадоксами
В стандартной интерпретации гёделева неразрешимая формула A означает «не существует вывода формулы A», то есть утверждает свою собственную невыводимость в системе S. Таким образом, A является аналогом парадокса лжеца. Рассуждения Гёделя в целом очень похожи на парадокс Ришара. Более того, для доказательства существования невыводимых утверждений может быть использован любой семантический парадокс.
Выражаемое формулой A утверждение не содержит порочного круга, поскольку изначально утверждается только, что некоторая конкретная формула, явную запись которой получить несложно (хоть и громоздко), недоказуема. «Только впоследствии (и, так сказать, по воле случая) оказывается, что эта формула в точности та, которой выражено само это утверждение».

## Вторая теорема Гёделя
В формальной арифметике S можно построить такую формулу, которая в стандартной интерпретации является истинной в том и только в том случае, когда теория S непротиворечива. Для этой формулы справедливо утверждение второй теоремы Гёделя:
Если формальная арифметика S непротиворечива, то в ней невыводима формула, содержательно утверждающая непротиворечивость S.
Иными словами, непротиворечивость формальной арифметики не может быть доказана средствами этой теории. Однако, могут существовать доказательства непротиворечивости формальной арифметики, использующие средства, невыразимые в ней.

### Набросок доказательства
Сначала строится формула Con, содержательно выражающая невозможность вывода в теории S какой-либо формулы вместе с её отрицанием. Тогда утверждение первой теоремы Гёделя выражается формулой Con ⊃ G, где G — Гёделева неразрешимая формула. Все рассуждения для доказательства первой теоремы могут быть выражены и проведены средствами S, то есть в S выводима формула Con ⊃ G. Отсюда, если в S выводима Con, то в ней выводима и G. Однако, согласно первой теореме Гёделя, если S непротиворечива, то G в ней невыводима. Следовательно, если S непротиворечива, то в ней невыводима и формула Con.

## Историческое влияние
Специалисты дают самые разные, иногда даже полярные оценки исторической значимости теорем Гёделя. Часть учёных считает, что эти теоремы «перевернули» основания математики или даже всю теорию познания, и значение гениального открытия Гёделя будет постепенно открываться ещё долгое время. Другие же (например, Бертран Рассел) призывают не преувеличивать, поскольку теоремы опираются на финитный формализм Гильберта.

Вопреки распространённому заблуждению, теоремы о неполноте Гёделя не предполагают, что некоторые истины так и останутся навеки непознанными. Кроме того, из этих теорем не следует, что человеческие способности к познанию так или иначе ограничены. Нет, теоремы всего лишь показывают слабости и недостатки формальных систем.

Рассмотрим, например, следующее доказательство непротиворечивости арифметики.

Допустим, что аксиоматика Пеано для арифметики противоречива. Тогда из неё можно вывести любое утверждение, в том числе ложное. Однако все аксиомы Пеано очевидным образом истинны, а из истинных утверждений не может следовать ложный вывод — получаем противоречие. Следовательно, арифметика непротиворечива.

С точки зрения повседневной человеческой логики, это доказательство приемлемо и убедительно. Но оно не может быть записано по правилам теории доказательств Гильберта, поскольку в этих правилах семантика заменена на синтаксис, а истинность — на «выводимость». В любом случае теоремы Гёделя подняли философию математики на новый уровень.